# Сент-Альбан (Верхняя Гаронна)
Сент-Альба́н (фр. Saint-Alban, окс. Sant Alban) — коммуна во Франции, находится в регионе Юг — Пиренеи. Департамент — Верхняя Гаронна. Входит в состав кантона Тулуза-14. Округ коммуны — Тулуза.
Код INSEE коммуны — 31467.

## География
Коммуна расположена приблизительно в 580 км к югу от Парижа, в 11 км к северу от Тулузы.
На востоке коммуны протекает река Эр-Мор.

## Население
Население коммуны на 2010 год составляло 5634 человека.
| 1962 | 1968 | 1975 | 1982 | 1990 | 1999 | 2010 |
| ---- | ---- | ---- | ---- | ---- | ---- | ---- |
| 1749 | 1749 | 2258 | 2792 | 4417 | 5192 | 5634 |

## Экономика
В 2010 году среди 3871 человека трудоспособного возраста (15—64 лет) 2949 были экономически активными, 922 — неактивными (показатель активности — 76,2 %, в 1999 году было 72,4 %). Из 2949 активных жителей работали 2722 человека (1409 мужчин и 1313 женщин), безработных было 227 (100 мужчин и 127 женщин). Среди 922 неактивных 303 человека были учениками или студентами, 349 — пенсионерами, 270 были неактивными по другим причинам.

## Достопримечательности
- Церковь Св. Альбана

## Города-побратимы
- Сальгареда (Италия, с 1989)
- Бжезины (Польша, с 2010)

## Фотогалерея
- Центр Жака Бреля; школа музыки и танца
- Карта коммуны